# Willie Juul Pedersen
Willie Juul Pedersen (* 1952) ist ein ehemaliger norwegischer Radrennfahrer und nationaler Meister im Radsport.

## Sportliche Laufbahn
Pedersen gewann 1974 die nationale Meisterschaft im Einzelzeitfahren. 1976 siegte er in der Meisterschaft im Mannschaftszeitfahren gemeinsam mit Stein Bråthen, Jan Erik Gustavsen und Sverre Ekås. 1977 gewann er den Titel erneut.
1970 siegte er im Eintagesrennen Roserittet. In der Internationalen Friedensfahrt 1972 wurde er 59. der Gesamtwertung, 1973 schied er aus.